# Temnosternus vitulus
Temnosternus vitulus es una especie de escarabajo longicornio del género Temnosternus, tribu Tmesisternini, orden Coleoptera. Fue descrita científicamente por Pascoe en 1871.

## Descripción
Mide 10,5-11 milímetros de longitud.

## Distribución
Se distribuye por Australia.